# 立洸熊五郎
立洸 熊五郎（たつひかり くまごろう、1969年10月25日 - 2011年2月24日）は、北海道斜里郡斜里町遠音別出身で立浪部屋に所属した大相撲力士。本名は石橋 義光（いしばし よしみつ）。最高位は西前頭6枚目。

## 来歴
1969年10月25日に東京都墨田区で生まれるが、すぐに北海道斜里郡斜里町遠音別へ移り住み、地元の興部小学校では1年生から2年生まで剣道を習っていた。
小学校3年生でウトロ小学校へ転校後、中学校2年生まで野球を習っていたが、近所の住民が旭川で洋品店を経営していた立浪親方（元関脇・羽黒山）の弟に「素質のいい少年がいる」と紹介し、連絡を受けた立浪から直接勧誘されて立浪部屋へ入門した。
入門当初から大きな体格で期待され、1985年3月場所に於いて初土俵を踏んだ。同部屋の先輩である北尾光司（後の横綱・双羽黒）の付け人を務めながら北尾の胸を借りて頭角を現し、1991年1月場所では21歳の若さで新十両へ昇進した。この場所では力不足から負け越して1場所で幕下陥落となったが、同年5月場所で復帰すると十両に定着、1992年1月場所では新入幕を果たした。
腰の重さを最大限に生かし、相手から強烈に攻め込まれても廻しを掴んでから左四つになってから強引に寄り切る豪快な取り口だったが、大雑把かつ脇が甘いために攻めが遅いことからここ一番の勝負どころに弱く、幕内に定着することはできなかった。
1993年9月場所を最後に十両へ陥落後、椎間板ヘルニアを患ってから精彩を欠く相撲が多くなり、1995年1月場所ではついに幕下へ陥落した。
その後も十両復帰を目指して相撲を取り続けていたが、三段目まで番付を下げるなど以降も振るわず、幕下59枚目に在位した1999年3月場所を最後に現役を引退したが、部屋の師匠交代と重なり、断髪式では、襲名直後の新師匠（元小結・旭豊）が止めばさみを入れている。
晩年は日本相撲協会に残らずに飲食店を経営するが、長持ちせず、帰郷して北海道千歳市で警備会社に勤務していた。2011年2月24日、肝臓癌のため死去。41歳没。

## 人物
現役時代は厳つい風貌と堂々とした体格で、正にクマの様だった。愛称も「熊」で、熊をあしらった化粧廻しを使用したこともあったほか、自身の四股名である「熊五郎」も自分で命名したという。しかし、同時期に大刀光電右エ門が関取として活躍しており、四股名の読みが似ている2人の取組は実況泣かせだった。

## 主な成績・記録
- 通算成績：391勝356敗25休 勝率.523
- 幕内成績：45勝75敗 勝率.375
- 現役在位：85場所
- 幕内在位：8場所
- 各段優勝
  - 十両優勝：2回（1993年7月場所、1994年7月場所）[1]
  - 幕下優勝：2回（1990年11月場所、1991年3月場所）

### 場所別成績
| | 一月場所 初場所（東京） | 三月場所 春場所（大阪） | 五月場所 夏場所（東京） | 七月場所 名古屋場所（愛知） | 九月場所 秋場所（東京） | 十一月場所 九州場所（福岡） |
| --- | ----------------------- | ----------------------- | ----------------------- | --------------------------- | ----------------------- | --------------------------- |
| 1985年 （昭和60年） | x                       | （前相撲）              | 西序ノ口23枚目 4–3      | 西序二段146枚目 5–2         | 東序二段99枚目 1–6      | 西序二段125枚目 4–3         |
| 1986年 （昭和61年） | 東序二段104枚目 4–3     | 西序二段71枚目 3–4      | 西序二段91枚目 6–1      | 東序二段23枚目 2–3–2        | 西序二段54枚目 5–2      | 西序二段6枚目 3–4           |
| 1987年 （昭和62年） | 西序二段22枚目 6–1      | 西三段目62枚目 5–2      | 西三段目36枚目 2–1–4    | 東三段目62枚目 5–2          | 西三段目37枚目 4–2–1    | 東三段目21枚目 5–2          |
| 1988年 （昭和63年） | 東幕下60枚目 4–3        | 東幕下45枚目 3–4        | 西幕下45枚目 2–5        | 西三段目19枚目 4–3          | 東三段目6枚目 5–2       | 東幕下42枚目 2–5            |
| 1989年 （平成元年） | 西三段目3枚目 3–4       | 西三段目16枚目 6–1      | 東幕下43枚目 3–4        | 西幕下53枚目 7–0            | 東幕下8枚目 3–4         | 西幕下14枚目 5–2            |
| 1990年 （平成2年） | 東幕下6枚目 1–6         | 西幕下28枚目 5–2        | 東幕下15枚目 5–2        | 西幕下7枚目 3–4             | 東幕下11枚目 5–2        | 東幕下4枚目 優勝 7–0        |
| 1991年 （平成3年） | 東十両10枚目 6–9        | 西幕下2枚目 優勝 7–0    | 東十両10枚目 10–5       | 東十両2枚目 6–9             | 西十両5枚目 9–6         | 西十両2枚目 10–5            |
| 1992年 （平成4年） | 西前頭14枚目 7–8        | 西前頭15枚目 8–7        | 西前頭9枚目 8–7         | 西前頭6枚目 4–11            | 西前頭12枚目 8–7        | 東前頭9枚目 6–9             |
| 1993年 （平成5年） | 東前頭13枚目 2–13       | 西十両5枚目 7–8         | 東十両7枚目 8–7         | 東十両6枚目 優勝 12–3       | 東前頭15枚目 2–13       | 西十両9枚目 9–6             |
| 1994年 （平成6年） | 東十両5枚目 6–9         | 西十両8枚目 10–5        | 東十両6枚目 6–9         | 東十両10枚目 優勝 12–3      | 西十両2枚目 4–6–5       | 東十両10枚目 2–13           |
| 1995年 （平成7年） | 西幕下10枚目 2–5        | 西幕下26枚目 休場 0–0–7 | 西三段目6枚目 4–3       | 東幕下56枚目 6–1            | 東幕下28枚目 5–2        | 東幕下15枚目 6–1            |
| 1996年 （平成8年） | 西幕下4枚目 3–4         | 東幕下8枚目 3–4         | 西幕下16枚目 3–4        | 東幕下22枚目 4–3            | 西幕下16枚目 4–3        | 東幕下11枚目 4–3            |
| 1997年 （平成9年） | 東幕下7枚目 3–4         | 西幕下13枚目 5–2        | 西幕下5枚目 2–5         | 西幕下17枚目 4–3            | 東幕下13枚目 4–3        | 東幕下11枚目 1–6            |
| 1998年 （平成10年） | 東幕下31枚目 0–4–3      | 東三段目6枚目 5–2       | 西幕下47枚目 5–2        | 西幕下28枚目 6–1            | 西幕下11枚目 1–5–1      | 西幕下32枚目 4–3            |
| 1999年 （平成11年） | 東幕下24枚目 0–7        | 東幕下59枚目 引退 1–4–2 | x                       | x                           | x                       | x                           |
| 各欄の数字は、「勝ち-負け-休場」を示す。 優勝 引退 休場 十両 幕下 三賞：敢=敢闘賞、殊=殊勲賞、技=技能賞 その他：★=金星 番付階級：幕内 - 十両 - 幕下 - 三段目 - 序二段 - 序ノ口 幕内序列：横綱 - 大関 - 関脇 - 小結 - 前頭（「#数字」は各位内の序列） |                         |                         |                         |                             |                         |                             |

### 幕内対戦成績
| 力士名   | 勝数 | 負数 | 力士名   | 勝数 | 負数 | 力士名 | 勝数 | 負数 | 力士名 | 勝数 | 負数 |
| -------- | ---- | ---- | -------- | ---- | ---- | ------ | ---- | ---- | ------ | ---- | ---- |
| 安芸乃島 | 0    | 1    | 旭里     | 1    | 0    | 恵那櫻 | 1    | 0    | 巨砲   | 0    | 1    |
| 小城ノ花 | 3    | 1    | 春日富士 | 0    | 3    | 北勝鬨 | 1    | 3    | 旭豪山 | 1    | 0    |
| 旭道山   | 1    | 2    | 鬼雷砲   | 4    | 2    | 起利錦 | 0    | 2    | 久島海 | 1    | 1    |
| 剣晃     | 0    | 1    | 琴稲妻   | 1    | 2    | 琴ヶ梅 | 1    | 3    | 琴椿   | 0    | 4    |
| 琴ノ若   | 2    | 1    | 琴富士   | 1    | 1    | 琴別府 | 0    | 1    | 逆鉾   | 1    | 2    |
| 大善     | 2    | 2    | 貴闘力   | 0    | 2    | 貴ノ浪 | 1    | 3    | 貴乃花 | 0    | 1    |
| 隆三杉   | 3    | 4    | 玉海力   | 3    | 1    | 常の山 | 4    | 0    | 寺尾   | 0    | 2    |
| 時津洋   | 0    | 5    | 栃乃和歌 | 0    | 1    | 巴富士 | 0    | 2    | 豊ノ海 | 0    | 2    |
| 浪乃花   | 1    | 0    | 花ノ国   | 0    | 2    | 舞の海 | 1    | 1    | 水戸泉 | 0    | 2    |
| 湊富士   | 0    | 1    | 両国     | 1    | 0    | 若翔洋 | 3    | 1    | 若瀬川 | 2    | 0    |
| 若乃花   | 0    | 2    | 和歌乃山 | 3    | 0    |        |      |      |        |      |      |

### 改名歴
- 石橋 義光（いしばし よしみつ）1985年5月場所 - 1986年7月場所
- 立洸 義光（たつひかり - ）1986年9月場所 - 1989年1月場所
- 立洸 熊五郎（ - くまごろう）1989年3月場所 - 1996年3月場所
- 立洸 義満（ - よしみつ）1996年5月場所 - 1999年3月場所（引退）